# 約束 (橋幸夫の曲)
「約束」（やくそく）は、1988年5月3日にリバスターより発売された橋幸夫の158枚目のシングルである（RTM-0035）。シングルカセット形式でのみ発売されている。

## 概要
- 作詞は橋の妻である橋凡子（「勅使原弥生」のペンネーム）、作曲は正司龍宏。
- 橋は、本楽曲について「いわば、プライベート盤」としている。カップリングの『愛の気（メロディー）』は、夫人の作詞に橋が勅使原煌名義で作曲している。
- それまでにもシングル（「小さな寝顔」（c/w 子供たちよ） 1974年2月25日発売）やオリジナルアルバム（『ふたり』 1976年9月25日発売）などを、夫妻で共作しており、夫人が作詞し、橋が作曲を担当するのが通例である。
- 橋は、本シングルについて「ステージ用の曲として創ったんですが、好評で、出して欲しいというリクエストをたくさんいただいたので、発売した」、その頃の「私のメッセージを込めたつもりの曲」としている[2]。
- 小野善太郎は、歌詞の出だし「あなたと私、巡り会うときは、早過ぎもせず、遅過ぎもせず」について、長い芸能生活を経てきた「橋さんならではの境地」と評している[3]。
- 橋は初期には、作曲にあたっては好んで風間史郎名義を使用した[4]が、その後は勅使原煌もしくは橋幸夫名義を用いている。
- 本楽曲は、ビクター復帰後再吹込みし、再版されている（NTS-2）。

## 収録曲
1. 約束
作詞：勅使原弥生、作曲：正司龍宏、編曲：原田良一
2. 愛の気（メロディー）
作詞：勅使原弥生、作曲：勅使原煌、編曲：京建輔

## 収録アルバム
- 『橋幸夫 全曲集』（2001年10月24日）VICL-60812
- 『橋幸夫／ベスト・シングル・コレクション』（1990年12月15日）RVCI-00003/リバスター
- CD-BOXでは
『橋幸夫ベスト100+カラオケ15』（CD-BOX 5+1枚組、2015年10月28日発売） Disc2